# KV Tremelo
KV Tremelo is een Belgische voetbalclub uit Tremelo. De club is aangesloten bij de KBVB met stamnummer 3552 en heeft wit en zwart als kleuren. De club speelde in haar bestaan altijd in de provinciale reeksen.

## Geschiedenis
De club ontstond in 1930 en sloot zich tijdens de Tweede Wereldoorlog aan bij de Belgische Voetbalbond als FC Tremelo. Tremelo ging er in de provinciale reeksen spelen.
KFC Tremelo bleef in de provinciale reeksen spelen met wisselende resultaten. Zo kende de club op het eind van de eeuw een goede periode, toen men in 1998 kampioen werd in Derde Provinciale, promoveerde naar Tweede Provinciale en ook daar het volgend seizoen bij de beteren eindigde.
In het begin van de 21ste eeuw ging het echter weer bergaf. KFC Tremelo zakte weer weg en degradeerde in 2007 uiteindelijk naar het allerlaagste niveau, Vierde Provinciale. Daar trof men een kleinere club uit de gemeente aan, Baanbrekers Tremelo. BB Tremelo was een jongere club uit Tremelo, bij de KBVB aangesloten met stamnummer 7775 sinds het begin van de jaren 70 en altijd al actief geweest in de laagste provinciale reeksen. Beide clubs uit Tremelo besloten samen te gaan tot KV Tremelo. De fusieclub bleef verder spelen onder stamnummer 3552 van KFC Tremelo in Vierde Provinciale.
Na een titel in 2015 promoveerde de club weer naar Derde Provinciale.

## Resultaten
| Seizoen   | Klasse | Klasse | Reeks              | Punten | Opmerkingen                        |
|           | P.III  | P.V    |                    |        |                                    |
| --------- | ------ | ------ | ------------------ | ------ | ---------------------------------- |
| 2016-2017 | 4      |        | 3e Prov. B Brabant | 63     |                                    |
| 2017-2018 | 10     |        | 3e Prov. B Brabant | 43     |                                    |
| 2018-2019 | 10     |        | 3e Prov. B Brabant | 38     |                                    |
| 2019-2020 | 11     |        | 3e Prov. B Brabant | 36     | Competitie stopgezet door COVID-19 |
| 2020-2021 | -      |        | 3e Prov. B Brabant | -      | Competitie stopgezet door COVID-19 |
| 2021-2022 | 6      |        | 3e Prov. B Brabant | 43     |                                    |
| 2022-2023 | 10     |        | 3e Prov. C Brabant | 43     |                                    |
| 2023-2024 | 14     |        | 3e Prov. C Brabant | 25     | Degradatie                         |
| 2024-2025 |        | 5      | 4e Prov. E Brabant | 50     |                                    |
| 2025-2026 |        |        | 3e Prov. C Brabant |        |                                    |

## Bekende spelers
- Daniel Simmes
- Rik De Saedeleer